# Rue Gustave Huberti
Pour les articles homonymes, voir Gustave et Huberti.
La rue Gustave Huberti (en néerlandais : Gustave Hubertistraat) est une rue bruxelloise de la commune de Schaerbeek qui va de l'avenue Georges Eekhoud à la chaussée de Helmet en passant par la rue Fernand Séverin.

## Histoire et description
La rue porte le nom d'un musicien belge, Gustave Huberti, né à Bruxelles le 14 avril 1843 et décédé à Schaerbeek le 28 juin 1910.
La rue s'appelait précédemment rue de l'Agriculture.
La numérotation des habitations va de 1 à 63 pour le côté impair et de 2 à 54 pour le côté pair.

## Adresses notables
- no 13 : Maison passive[1]